# Symmetrisches Dimethylarginin
Symmetrisches Dimethylarginin (SDMA) ist ein methyliertes Derivat der Aminosäure L-Arginin. Es entsteht beim Abbau von Proteinen (Proteolyse) im Zellkern, gelangt in den Blutkreislauf und wird zu über 90 % über die Nieren filtriert und ausgeschieden. SDMA gilt bei Hund und Katze als Frühmarker für eine nachlassende Nierenleistung, da es sehr eng mit der Glomerulären Filtrationsrate korreliert und nicht von der Muskelmasse abhängig ist wie Kreatinin. Bei einem Wert >14 µg/dl im Blutplasma kann von einer verminderten Filtration der Niere ausgegangen werden, Werte zwischen 15 und 19 µg/dl sollten nach zwei Wochen kontrolliert werden. Bei der chronischen Nierenerkrankung der Katze steigt der SDMA-Wert 17 Monate eher an als der Kreatinin-Wert, bei der chronischen Niereninsuffizienz des Hundes 10 Monate früher.